# The Combat
Pour plus de détails, voir Fiche technique et Distribution.
The Combat est un film américain réalisé par Ralph Ince et sorti en 1916.

## Synopsis
La mère de Muriel veut se marier avec un homme riche, mais se marie avec un autre, qu'elle quitte finalement pour essayer de faire fortune dans l'ouest.

## Fiche technique
- Réalisation : Ralph Ince
- Scénario : Edward J. Montagne
- Production : Vitagraph Company of America
- Durée : 6 bobines[1]
- Date de sortie : 
  - États-Unis : 18 septembre 1916

## Distribution
- Anita Stewart : Muriel Fleming
- John S. Robertson : Philip Lewis
- Richard Turner : Graydon Burton
- Virginia Norden : Mrs. Fleming
- Winthrop Mendell : Herman Slade